# Chingola
Chingola es una ciudad situada en la provincia de Copperbelt, Zambia, la región minera de cobre del país. Tiene una población de 157.340 habitantes, según el censo de 2008. En esta ciudad se sitúa la mina de cobre Nchanga.

## Historia
Chingola fue fundada un poco más tarde que las ciudades de la mitad sureste de Copperbelt, en 1943, cuando la mina fue abierta. Durante un tiempo fue conocida como la ciudad más limpia de Zambia.

## Comunicaciones
Una rama de los ferrocarriles de Zambia usada exclusivamente para carga, une la ciudad con Kitwe. Incluye el transporte del mineral de cobre hacia las fundiciones de Nkana en Kitwe.
La principal via de comunicación es la carretera que la une con Lubumbashi en Congo, via Chililabombwe y Konkola uniéndola a la principal carretera de Copperbelt que comunica Kitwe con Solwezi.

## Sanidad
La ciudad posee dos hospitales: Nchanga North General Hospital, público y con una capacidad de 283 camas y Nchanga South Hospital, privado y con una capacidad de 100 camas.
Instalaciones de salud

## Lugares de interés

### Monumentos nacionales
- Piscina de hipopótamos en el río Kafue a 10 km al norte.

### Otros lugares
- Orfanato Chimfunshi, santuario para chimpancés huérfanos situado a 60 km al noroeste de Chingola.

## Personas destacadas
- Samuel Matete (1968) atleta.
- Felix Bwalya (1970-1997) boxeador.
- Elijah Tana (1975-) futbolista.